# Fotsiforia narendrani
Fotsiforia narendrani là một loài tò vò trong họ Ichneumonidae.